# 진언 (당나라)
진언(秦彦, ? ~ 888년 3월 2일)은 당나라 말기의 군벌로, 원래 이름은 진립(秦立)이며 서주 사람이다. 선흡도를 장악하였다가, 후에 양행밀에게 패하기 전까지 잠시 회남도의 군부 양주를 장악하였다. 이후 손유와 합세하여 양행밀과 맞섰으나, 손유에게 죽임을 당했다.

## 생애

### 배경, 그리고황소의 난에 참가하다
진언은 언제 태어났는지는 알려진 바 없으나, 서주 출신으로, 그곳에서 사병으로 근무했으며, 본명은 진립이었다고 알려져 있다. 당 희종의 건부 연간(875년 ~ 879년) 중에 그가 절도죄로 기소, 투옥되어 사형 선고를 받은 사건이 있었다. 어느 날 밤, 그는 누군가가 그에게 "너는 나를 따를 수 있다"고 이야기하는 꿈을 꾸었다. 그는 잠에서 깨어나자마자 탈옥하였다. 그는  진언으로 개명하고, 100여 명의 무리들을 모았다. 그는 그들을 이끌고 하비(下邳, 지금의 강소성 서주시의 현급시 비주시)령을 습격해 죽이고 현청의 물자들을 탈취하였다. 이어 그는 그들을 이끌고 황소의 농민 반란군에 가담하였다.
879년 당나라의 진해군(鎭海軍, 본부는 지금의 강소성 진강시에 있었다) 절도사 고병은 그의 장수 장린(張璘)과 양찬(梁纘)을 보내 황소군을 치게 하였고, 그들은 여러 차례에 걸쳐 황소군을 격파하였다. 진언은 필사탁, 이한지, 허경(許勍) 등 몇몇 다른 주요 황소 추종자들과 함께 고병에게 투항하였다. 고병은 그를 화주자사에 임명하였다.

### 선흡도를 탈취하다
882년, 진언은 그의 아들에게 수천 명의 병력을 주어 선흡도의 군부인 선주를 습격하게 하였다. 진언군은 선흡도관찰사 두율(竇潏)을 내쫓았다. 그때 병이 들어 있었던 그는 진언에게 자리를 내주었다. 조정에서는 이에 대해 어떠한 별다른 조치를 취할 수가 없어, 진언이 관찰사로 취임하는 것을 승인할 수밖에 없었다. 두율의 막료 장길(張佶)은 진언이 싫어서 선주를 떠났다.

### 양주를 탈취하다
887년 4월, 당시의 회남절도사 고병의 신임을 받아 사실상 회남도의 실권을 장악해 왔던 도사 여용지에 의하여 자신이 사형의 대상이 될 것을 두려워한 필사탁은 반란을 일으켜 회남도의 군부 양주를 포위 공격하였다. 하지만 여용지가 성을 지키면서 필사탁은 성을 빨리 함락시킬 수 없었다. 그래서 그는 진언에게 사자를 파견하여 구원을 요청하였고, 그들이 승리하면 진언을 회남절도사로 추대하자고 제안하였다. 진언은 그의 장령 진조(秦稠)를 파견하여 필사탁의 포위를 돕게 하였다. 여용지는 고병과 그의 조카 고걸(高傑)이 성안에서 자신을 배반하자 그곳을 버리고 달아났고, 필사탁이 성을 함락시키고 고병과 그 가족들을 가택 연금시키게 하였다.

### 패망
하지만 여주자사 양행밀은 진언을 절도사로 인정하기를 거부하였다. 그는 화주자사 손단(孫端), 여용지 및 필사탁의 옛 맹우였던 고우진알사(高郵鎭遏使) 장신검(張神劍, 그는 필사탁이 자신과 같이 전리품을 나눠 갖지 않은 일로 분노해 있었다) 등과 합세하여 양주를 포위 공격하였다. 진언은 필사탁과 정한장을 파견하여 반격에 나섰으나, 이들은 양행밀에게 격파당하였다. 성은 심각한 식량난에 빠졌고, 선흡도의 병사들은 식인에 의존하였다. 그럼에도 불구하고, 양행밀은 좀처럼 성을 함락시키지 못했고, 철수까지 생각하였다. 하지만 11월 18일에 여용지의 부장 장심위(張審威)가 성문을 열고 양행밀의 군대를 성안으로 맞아들였다. 그 소식을 들은 진언과 필사탁은, 자신들이 예언자의 능력을 가지고 있다고 믿고 있던 비구니 왕봉선(王奉仙)과 상의하였다. 왕봉선은 그들에게 달아날 것을 권하였고, 그들은 그렇게 하면서 양행밀이 성을 점령하게 하였다.
진언과 필사탁은 당초 양주 근처의 동당(東塘)으로 달아나려 하였으나, 그때 동당을 점거하고 있었던 대장 장웅이 그들을 받아들이기를 거부하였다. 그들은 남쪽을 향해 선흡도의 군부인 선주로 돌아갈까 생각하였다. 하지만, 바로 그 때, 진종권의 동생 진종형(秦宗衡)이 지휘하는 진종권군이 근처에 도착하였고, 진종형은 진언과 필사탁에게 사자를 보내 그들에게 힘을 합쳐 양행밀에 대항하자고 요청하였다. 이어 그들은 진종형과 합세하였다.
얼마 안 가서, 진종형은 그의 부사(副使) 손유에게 암살당하였고, 손유는 그 군대를 장악하였다. 손유는 진언, 필사탁과 함께 고우를 공격해 함락시켰다. 장신검은 양주로 달아나야 했고, 거기서 양행밀은 그를 죽였다. 하지만 손유는 진언과 필사탁을 신용하지 않았고, 그들의 병사들을 그들에게서 점점 빼앗아 갔다. 결국에는 손유가 그들을 죽일 것을 깨달은 그들의 비장(裨將) 당굉(唐宏)은 진언과 필사탁이 선무군(宣武軍, 본부는 지금의 하남성 개봉시에 있었다)절도사 주전충과 내통했다고 무고해서 자기 목숨을 건지려고 작정하였다. 888년 초, 손유는 진언, 필사탁과 정한장을 처형하였다.

## 출전, 주해 및 참고 자료
1. ↑  중앙연구원 음양력 변환기
2. 1 2 3 4 5  《자치통감》, 권257.
3. 1 2 3  《구당서》, 권182.
4. ↑  《자치통감》, 권253.
5. ↑  《자치통감》, 권255.
6. ↑  《자치통감》, 권256.

- 《구당서》, 권182.
- 《자치통감》, 권253・255・256・257.

| 전임 두율(竇潏) | 선흡도관찰사 882년 ~ 887년 | 후임 조굉 |

| 전임 고병 | 회남절도사 887년 ~ 888년 | 후임 손유 |